# Terrapotamon
Terrapotamon is een geslacht van kreeftachtigen uit de klasse van de Malacostraca (hogere kreeftachtigen).

## Soorten
- Terrapotamon abbotti (Rathbun, 1898)
- Terrapotamon palian Ng & Naiyanetr, 1998
- Terrapotamon phaibuli Leelawathanagoon, Lheknim & Ng, 2010